# راكيل إينفانت
راكيل إينفانت هي لاعبة كرة قدم برتغالية، ولدت في 19 سبتمبر 1990 في لشبونة في البرتغال. لعبت مع S.U. 1º Dezembro ‏.

## وصلات خارجية
- راكيل إينفانت على موقع الاتحاد الأوربي (الإنجليزية)
- راكيل إينفانت على موقع قاعدة بيانات كرة القدم.إي يو (الإنجليزية)
- راكيل إينفانت على موقع Soccerway.com (الإنجليزية)